# Ivan Křikava
Ivan Křikava (14. dubna 1903 Mladá Boleslav – 18. prosince 1942 Berlín, věznice Plötzensee) byl vicekonsul ČSR a komisař ministerstva sociální a zdravotní správy. Po tříletém mučení byl popraven v Berlíně.

## Život
Ivan Křikava byl vrchní ministerský komisař ministerstva sociální a zdravotní správy a bývalý úředník ministerstva zahraničních věcí.
Narodil se v rodině Vladimíra Křikavy, sládka v Mladé Boleslavi, a Ludmily Křikavové roz. Slavíkové v Křikavově vile Na Celně.
Křikavův pivovar byl nejznámějším pivovarem v Mladé Boleslavi. Dědeček Ivana Křikavy, sládek Josef Křikava, koupil starý měšťanský pivovar v Mladé Boleslavi (zal. 1822) v roce 1897 a o rok později postavil nový závod nedaleko starého vodního pramenu zvaného Libušin na dnešním Rozvoji. Dobře prosperující podnik v součinnosti se spoluvlastníkem Antonínem Šemberou zřídil po Mladé Boleslavi řetězec hostinců, které z pivovaru pivo a jiné zboží odebíraly.
Zatčen gestapem 9. dubna 1940. Dne 11.6.1942 odsouzen Lidovým soudním dvorem v Berlíně k trestu smrti za přípravu k velezradě (odbojová organizace Obrana národa) a jako jeden ze 77 odsouzených mezi 15. květnem a 12. červnem 1942 za špionáž a velezradu, byl dne 18. prosince 1942 ve věznici Plötzensee u Berlína popraven spolu s Dr. Karlem Jarošem, Hugo Vávrou, Karlem Habanem, Dr. Oldřichem Hlaváčem, Jiřím Sedmíkem, Josefem Blažkem a Luisou Reichmannovou roz. Paffovou.